# Famille Saguez de Breuvery
Pour les articles homonymes, voir Saguez.
La famille Saguez de Breuvery est une famille subsistante de la noblesse française, originaire de la Marne.
Elle s'est distinguée avec Jules-Xavier Saguez de Breuvery.

## Histoire

### Origines
La filiation remonte à Jean Saguez, écuyer, seigneur du fief de Montmorillon les Marson, mort avant le 13 octobre 1431.
En 1562, Jean Saguez, marié à Jeanne Morel, est marchand à Châlons-en-Champagne. Membre de l'église réformée, chassé par la persécution, il passe quelques mois avec sa femme et ses enfants à Strasbourg.
Sans pouvoir le situer dans la généalogie familiale, on trouve à la même époque à Châlons, un Jacques Saguez (autre que celui qui suit), drapier, également membre de l'église réformée.
Jacques Saguez (1567-1625) fut l'auteur de deux branches :
- le rameau ainé de La Baume, qui donna un conseiller-secrétaire du roi au XVIIe siècle, reçut des lettres de relief de dérogeance en 1649, fut déclaré noble en 1674 et maintenu noble en 1698[5]. et s'éteignit à la fin du XVIIe siècle[réf. nécessaire] ;
- la branche cadette de Breuvery, de Moncetz et de Villers-aux-Corneilles, maintenue noble en 1698, qui fit ses preuves pour les Écoles militaires en 1766 et 1772 et comparut à Châlons-sur-Marne en 1789[5]. Cette branche est subsistante[6].

### Noblesse
- La branche Saguez de La Baume reçut des lettres de relief de dérogeance en 1649[5].
- Par arrêt du Conseil d'État du 18 juillet 1664, Jean Saguez, conseiller-secrétaire du roi, maison et couronne de France fut confirmé dans le privilège de sa noblesse[7].
- Le 6 août 1674, un arrêt de la Cour des aides de Paris confirme la noblesse de Daniel Saguez (de la branche éteinte de La Baume)[1],[5].
- Le 22 juin 1677 Philippe Saguez, seigneur de Breuvery, bénéficia d'un arrêt de la Cour des aides de Paris (déclaré commun avec celui qu'elle avait prononcé le 6 août 1674 en faveur de Jean et Daniel Saguez) le déclarant noble et issu de noble race[1].
- Les branches Saguez de La Baume et Saguez de Breuvery furent maintenues nobles en 1698[6],[5].
- Pierre-Madeleine Saguez de Breuvery, écuyer, ancien chevau-léger de la garde du roi et Marie-Anne Billet, veuve de Pierre-louis Saguez, seigneur de Breuvery, chevalier de l'Ordre royal et militaire de Saint-Louis, capitaine au régiment de Picardie ont comparu dans l'assemblée de la noblesse de Champagne en 1789[8].
- Elle a été admise à adhérer à l'ANF le 16 mai 1936[9].

## Filiation
Ci-dessous une filiation de la famille Saguez de Breuvery : 
- Jean Saguez († avant 1431), écuyer, seigneur de Montmorillon les Marson,
  - Jacques Saguez, écuyer, seigneur de Montmorillon les Marson
    - Didier Saguez, écuyer, seigneur de Pogny
      - Jacques Saguez, (-1595), écuyer, seigneur de Montmorillon les Marson.
        - Jean Saguez, écuyer.
          - Jacques Saguez, (vers 1567-av 1625), écuyer. Il servit dans les armées du roi Henri IV
            - Daniel Saguez, (1613-1676?), écuyer, seigneur de La Baume.
              - Jean Saguez, (1637-1673?), écuyer, seigneur de Rozay, lieutenant de la compagnie des chevau-legers[10]

            - Philippes Saguez, (1615-), écuyer, capitaine-lieutenant.
              - Maurice Saguez, (1654-1699), écuyer, seigneur de Breuvery et de Villers, capitaine au régiment de Wiltz cavalerie.
                - Philippe Maurice Saguez (1684-1744), écuyer, seigneur de de Breuvery, Moncetz et Villers aux Corneilles, conseiller du roi et président-trésorier de France au Bureau des finances de la généralité de Champagne.
                  - Édouard-François-Xavier Saguez de Breuvery, (1706-1734), écuyer, seigneur de Breuvery, capitaine au régiment de Picardie
                  - Pierre-Maurice Saguez de Breuvery, (1708-1790), docteur en théologie de la faculté de Paris, chanoine, vicaire-général (1768-1789) et doyen de la cathédrale Saint-Étienne de Châlons-sur-Marne
                  - Pierre-Philippe Saguez, capitaine au Régiment de Picardie
                  - François-Mémie Saguez (1721-1745), écuyer, seigneur de Villers aux Corneilles, lieutenant des carabiniers
                  - Pierre-Louis Saguez de Breuvery , (1718-1788), écuyer, seigneur de  de Breuvery de Moncetz, de La Pagerie et de Villers aux Corneilles, capitaine au Régiment de Picardie, maire-royal de Châlons-en-Champagne de 1775 à 1779, dont :
                    - Nicolas-Jean-Baptiste-Louis Saguez de Breuvery, né le 1er janvier 1751.
                    - Pierre-Magdeleine Saguez de Breuvery écuyer, né le 10 décembre 1758, dont postérité.

## Personnalités
- Jules-Xavier Saguez de Breuvery (1805-1876), archéologue et homme politique.
- Emmanuel Saguez de Breuvery (1903-1970), jésuite et enseignant.

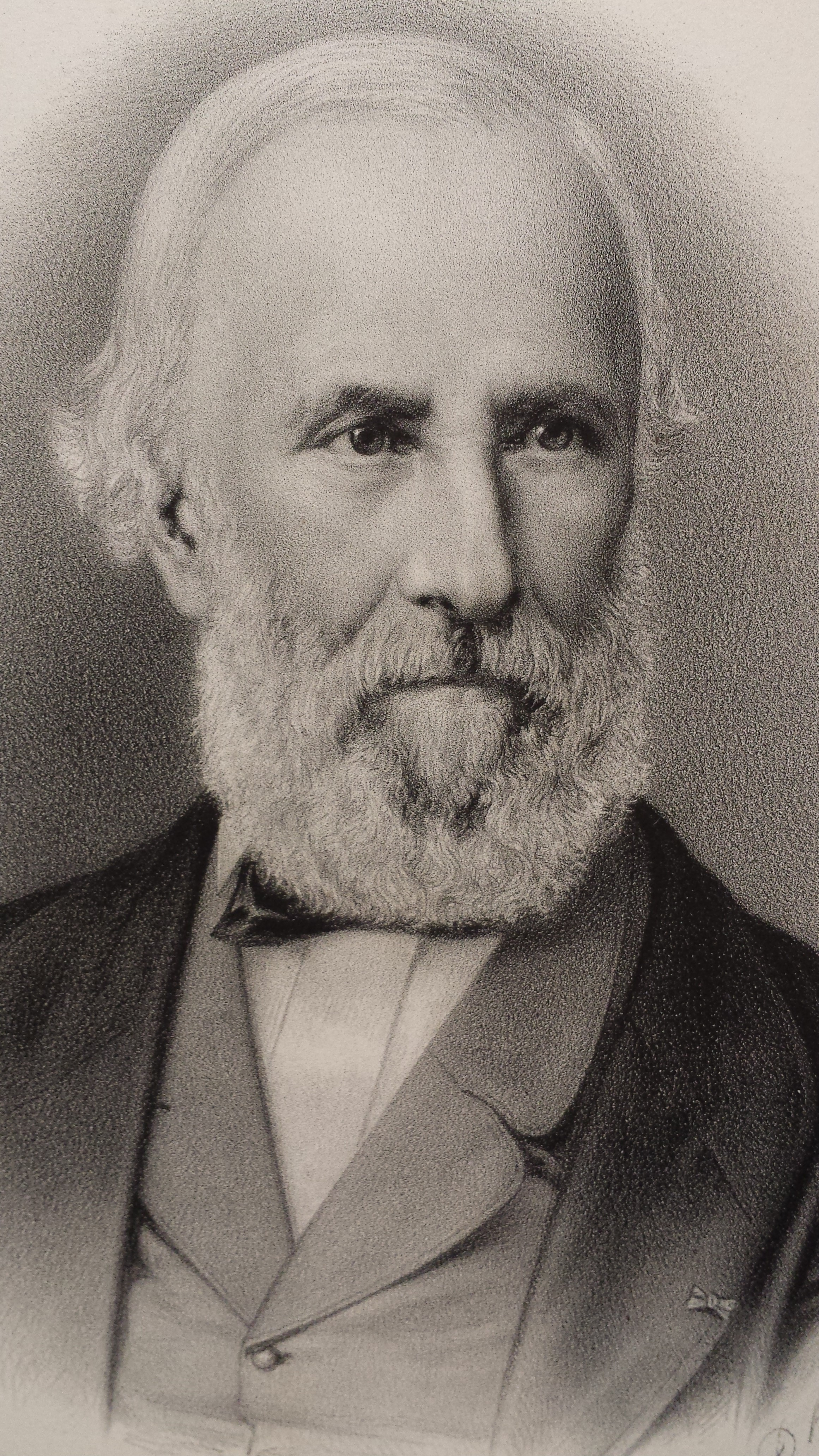
Jules-Xavier Saguez de Breuvery (1805-1876)
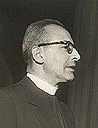
Emmanuel Saguez de Breuvery (1903-1970)

## Possessions

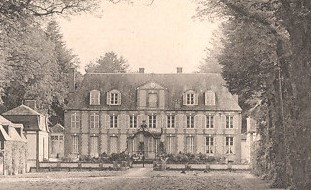
Château de La Grande Haye

- Château de Villers aux Corneilles (Marne)[réf. nécessaire]
- Ancien Hôtel Saguez de Breuvery, devenu Hôtel des Œuvres  à Châlons-en-Champagne[11]
- Ancien château Vert-Bois, à Soissons (Aisne)[réf. nécessaire]
- Château la Grande Haye, à la Haye-Saint-Sylvestre (Eure)[réf. nécessaire]
- Hôtel Bellevue à Caen (Calvados)[réf. nécessaire]

## Armes & devise
- Blason : D'azur au chevron d'or, accompagné de trois cors de chasse d'argent virolés et liés d'or.[5],[6]

Autres blasons : 
- Didier Saguez, portant l'oiseau sur le poing et ayant pour armes : D'azur au chevron d'or, accompagné de trois cors d'argent, deux en chef et un en pointe.[réf. nécessaire]
- Maurice Saguez, écuyer, seigneur de Breuvery, capitaine du Génie : D'azur au chevron d'or, accompagné de trois cors de chasse du même.[12]

- Timbre : Timbre à trois quartiers d'argent ; embelli d'or. Lambrequins d'or, d'argent et d'azur[réf. nécessaire]

- Devise actuelle : Clémence et vaillance[réf. nécessaire]

- Devises anciennes : Il est ange à Jésus qui a Jésus pour ange et Il est sage en avis et doibt à Dieu louange[réf. nécessaire]

## Alliances
Les principales alliances de cette famille sont : Le Gallois, Brissier, Le Cocq, Morel, de Bezançon, de La Place, Billet, Godart de Vingré, Le Clément de Taintégnies, Beaudouin de Saint-Georges, Poisson, Darodes de Tailly, Bahezre de Lanlay, Mauranges de Lavareille, Stoffel, Dehollain, des Vallières, Dubessey de Contenson, van de Kerchove[réf. nécessaire].

## Postérité
- Une rue de la ville de Saint-Germain-en-Laye a été nommée en hommage à Jules-Xavier Saguez de Breuvery (1805-1876), ancien maire[13].